# Prelude to a Kiss
Prelude to a Kiss è una canzone del 1938 composta da Duke Ellington, con testo di Irving Gordon e Irving Mills.
Secondo alcune fonti il tema di Prelude to a Kiss è una rielaborazione di un'idea del sassofonista Otto Hardwick. Composta da Ellington con un occhio di riguardo al sax di Johnny Hodges, la canzone fu incisa due volte nel 1938, come pezzo strumentale e come pezzo cantato, con formazioni rispettivamente a nome di Ellington e di Hodges (quest'ultima era in realtà una selezione di musicisti dell'orchestra di Ellington, con lo stesso Duke al piano). La buona performance delle due incisioni (diciottesimo e tredicesimo in classifica) fu oscurata dal grande successo di Duke in quell'anno  I Let a Song Go Out of My Heart che vendette più di un milione di copie.
La popolarità di questo pezzo, specialmente tra i musicisti non ha mai declinato ed è anzi cresciuta con gli anni.

## Struttura e progressione armonica
Partendo da una tonalità iniziale di Do maggiore il brano approda a Mi maggiore nella sezione B, con un andamento spiccatamente cromatico che sottolinea le ricche armonie Ellingtoniane.

## Registrazioni
- June Christy - Cool Christy (2002 compilation of 1945-1951)
- Duke Ellington - The Duke: The Essential Collection (1927-1962) (Disc 1)
- Billy Eckstine
- Ella Fitzgerald - Ella Fitzgerald Sings the Duke Ellington Songbook (1958)
- Jim Hall con Ron Carter - Alone Together   (1972)
- Brad Mehldau - Introducing Brad Mehldau
- Singers Unlimited - Just In Time
- Archie Shepp - Fire Music (1965)
- Keith Jarrett - Whisper Not (1999)
- Sarah Vaughan - Swingin' Easy (1992)
- Kurt Elling  - The Messenger (2001)
- Bobby Timmons - This Here Is Bobby Timmons